# The Boys (álbum)
The Boys es el tercer álbum de estudio del grupo de chicas surcoreano Girls' Generation. El disco contó con la colaboración previa de Hitchhiker, que produjo los temas "Telepathy" y "Sunflower". La canción que da título al disco, "The Boys", fue el resultado de experimentar con nuevos productores, entre ellos el productor estadounidense ganador de un premio Grammy, Teddy Riley. Musicalmente, The Boys contiene principalmente uptempo, dance y, ocasionalmente, baladas de empoderamiento.
El álbum fue lanzado el 19 de octubre de 2011 por SM Entertainment, y fue distribuido en Corea del Sur por KMP Holdings. Una versión alternativa titulada Mr. Taxi incluía una versión en coreano del sencillo en japonés del grupo de 2011 "Mr. Taxi", y el 9 de diciembre de 2011 se publicó una versión en inglés de "The Boys". En enero de 2012, Interscope y Polydor Records, afiliadas a Universal Music Group, lanzaron una versión internacional con la versión en inglés de "The Boys", con el fin de expandir el esfuerzo del grupo a la escena musical mundial. Para promocionar el disco entre el público internacional, el grupo apareció en programas de televisión de Estados Unidos y Francia.
Tras su lanzamiento, The Boys recibió críticas generalmente positivas de los críticos musicales. Comercialmente, el álbum fue un éxito en el país natal del grupo, Corea del Sur, alcanzando el primer puesto en la Gaon Album Chart y fue el álbum más vendido de 2011 en el país. El proyecto ganó los premios Digital Daesang tanto en la 26ª edición de los Golden Disk Awards como en la 21ª edición de los Seoul Music Awards. También alcanzó el éxito en otros países asiáticos, como Japón (alcanzando el número 2 en la Oricon Albums Chart) y Taiwán (alcanzando el número 3 en la G-Music). Además, el disco alcanzó los números 64 y 130 en España y Francia, respectivamente. En Estados Unidos, The Boys alcanzó el número 2 en la World Albums y el número 17 en la Top Heatseekers.

## Antecedentes
En agosto de 2011, S.M. Entertainment confirmó que el grupo volvería en septiembre con su tercer álbum de larga duración, pero la fecha de lanzamiento se retrasó finalmente a octubre debido a la inesperada lesión por accidente de coche de Sooyoung.

## Lanzamiento y Promoción
El 26 de septiembre de 2011, se publicó en Internet la primera foto teaser con Taeyeon como protagonista del inminente regreso de "The Boys", seguida de Sunny y Hyoyeon el 27 de septiembre, Jessica, Sooyoung y Tiffany el 28 de septiembre, y Yoona, Yuri y Seohyun el 29 de septiembre. Todas las chicas representaron un tema de cuento de hadas, con Taeyeon como Blancanieves, Sunny como Caperucita Roja, Hyoyeon como Pulgarcita, Jessica como Elisa, Sooyoung como Rapunzel, Tiffany como Ariel, Yoona como Milady de Invierno, Yuri como Karen, y Seohyun como La reina de las nieves. El 30 de septiembre de 2011, SM Entertainment anunció que el álbum se pospondría indefinidamente debido a las discusiones en curso sobre un lanzamiento del álbum en los Estados Unidos, con detalles que se darán a conocer tan pronto como se confirmen.
El 1 de octubre de 2011, SM Entertainment lanzó el primer teaser de "The Boys", seguido por el segundo teaser el 7 de octubre de 2011. Ambos teasers mostraban a Yoona recogiendo un cristal negro, y procede a mostrar al resto de las miembros en un ambiente exterior y brumoso. Más tarde, el 13 de octubre de 2011, SM Entertainment lanzó clips teaser de 16 segundos para las versiones coreana e inglesa de "The Boys". El teaser muestra a las chicas rapeando y coreando la canción. El mismo día, SM lanzó clips de 30 segundos de "The Boys", que mostraban una versión más larga de los vídeos anteriores.
El álbum se lanzó oficialmente el 19 de octubre de 2011, y las actuaciones del regreso del grupo comenzaron el 21 de octubre de 2011, empezando con Music Bank. El 27 de noviembre se confirmó que el 8 de diciembre saldría a la venta una versión alternativa del álbum. La versión coreana de "Mr. Taxi" se promocionó como el segundo sencillo del álbum y el principal sencillo promocional de la versión alternativa del álbum.
El álbum se promocionó con la gira "Girls' Generation World Tour Girls & Peace, que comenzó el 8 de junio de 2013 en el Olympic Gymnastics Arena, de Seúl, Corea del Sur, y finalizó en el Cotai Arena, de Macao, el 15 de febrero de 2014. La gira también promocionó su cuarto álbum de estudio, I Got a Boy.

## Lanzamiento y promoción internacional

#### Japón
Se produjo una versión japonesa de "The Boys" para la reedición del álbum Girls' Generation, lanzado el 28 de diciembre de 2011. Incluía la canción "Time Machine", para la que se reveló un video musical el 13 de marzo de 2012. Sin embargo, nunca se promocionó oficialmente en las emisiones de la televisión japonesa. El 19 de diciembre de 2011, Girls' Generation interpretó la versión japonesa de "The Boys" en directo en el reality show de la televisión japonesa Hey! Hey! Hey! Music Champ.

#### Norteamérica
"The Boys" fue anunciado para un lanzamiento en Estados Unidos el 19 de noviembre de 2011, bajo su sello estadounidense Interscope Records, pero después de posponerlo, el sencillo fue lanzado digitalmente el 20 de diciembre en su lugar. SM Entertainment confirmó que las chicas promocionarían su sencillo debut en Estados Unidos, "The Boys", en el programa de entrevistas nocturno Late Show with David Letterman y en  el programa de entrevistas Live! with Kelly and Michael el 31 de enero y el 1 de febrero respectivamente.
The Boys se estrenó en Estados Unidos el 17 de enero de 2012. Esto marca el primer lanzamiento físico de Girls' Generation en el país, utilizando la portada del sencillo coreano de la canción principal como portada del álbum estadounidense. A excepción de la versión en inglés de la canción principal, todo el álbum está compuesto por canciones en coreano, todas ellas extraídas de la edición original de The Boys. En la edición estadounidense también se incluyen cuatro remezclas de la versión inglesa de "The Boys", la primera de las cuales cuenta con la participación del rapero estadounidense Snoop Dogg.

#### Europa
Interpretaron "The Boys" en el programa Francés, Le Grand Journal después de que se anunciara que iban a lanzar "The Boys" el 13 de febrero de 2012, a través de Polydor Records de Universal Music Group en Francia.

## Sencillos
"The Boys" se lanzó en todo el mundo a través de iTunes el 19 de octubre de 2011.[cita requerida] En una entrevista con MTV K, las integrantes Jessica y Tiffany mencionaron que la grabación de las versiones en inglés y coreano tardaron una semana en terminarse. La canción supuso la primera vez que un miembro de Girls' Generation escribía un sencillo para el grupo, ya que Tiffany escribió el rap en inglés y el estribillo final de la canción. En Estados Unidos, el sencillo no consiguió entrar en el Billboard Hot 100, pero sí en el Top 100 de las 200 mejores canciones de iTunes, y más tarde alcanzó el Top 30 por un momento en su primer día de lanzamiento. A pesar de ello, la canción consiguió vender más de 21.000 copias. Sin embargo, la versión coreana debutó en el número 1 de la lista Korea K-Pop Hot 100 de Billboard. La versión coreana de "Mr. Taxi" fue el segundo sencillo del álbum para promocionar una versión alternativa del mismo.

## Reconocimientos
| Año  | Ceremonia               | Premio                          | Resultados | Ref.   |
| ---- | ----------------------- | ------------------------------- | ---------- | ------ |
| 2011 | Mnet Asian Music Awards | Album of the Year               |            |        |
| 2012 | Gaon Chart Music Awards | Album of the Year – 4th Quarter |            | [ 9 ]  |
| 2012 | Golden Disc Awards      | Disc Bonsang                    |            | [ 10 ] |
| 2012 | Mnet 20's Choice Awards | Album of the Year               |            |        |
| 2014 | iF Design Award         | Packaging Design                |            | [ 11 ] |
| 2014 | Red Dot Design Award    | Communication Design Award      |            | [ 12 ] |

## Recepción comercial
The Boys tuvo éxito comercial en las regiones asiáticas. Debutó en el número 1 de la lista Gaon Weekly Albums de Corea del Sur y vendió más de 460.000 copias sólo en Corea del Sur, lo que lo convirtió en el álbum de grupo de chicas más vendido de la década de 2010 en el país. El álbum también alcanzó el número 2 en la Oricon Weekly Albums Chart, la lista de álbumes estándar de Japón, con un récord de ventas de más de 100.000 copias en el país. Además, el álbum vendió 26.000 copias en Taiwán. El álbum se colocó en las listas de España y Francia en los puestos 64 y 130, respectivamente, durante una semana. Un total de diez canciones entraron en la lista de las diez mejores de la Gaon Chart, entre ellas "Telepathy", "Top Secret", "Vitamin", "How Great Is Your Love" y "Mr. Taxi".
La edición estadounidense de The Boys no ha replicado el mismo rendimiento comercial que en su país natal; el álbum no logró entrar en el Billboard 200, pero debutó en el número 2 en la lista Billboard World Albums y volvió a entrar en la lista Heatseekers Album Chart en el número 17.

## Lista de Canciones
Créditos adaptados de Naver

| The Boys – Standard edition | |                             |          |  |
| N.º                         | Título | Productor                   | Duración |  |
| 1.                          | «The Boys» | Teddy Riley                 | 3:48     |  |
| 2.                          | «Telepathy» ((en hangul, 텔레파시; romanización revisada, Tellepasi))                                            | Hitchhiker                  | 3:45     |  |
| 3.                          | «Say Yes» | Young-hu Kim                | 3:46     |  |
| 4.                          | «Trick» | The Kennel                  | 3:15     |  |
| 5.                          | «How Great Is Your Love» ((en hangul, 봄날; romanización revisada, Bomnal; literalmente, «Springtime»))          | Taesung Kim (Iconic Sounds) | 3:54     |  |
| 6.                          | «My J» | ko                          | 3:53     |  |
| 7.                          | «Oscar» | Kenzie                      | 3:23     |  |
| 8.                          | «Top Secret» | Mathias Peter Venge         | 2:59     |  |
| 9.                          | «Lazy Girl (Dolce Far Niente)»                                                                                   | ko                          | 3:05     |  |
| 10.                         | «Sunflower» ((en hangul, 제자리걸음; romanización revisada, Jejarigeoleum; literalmente, «Walking on the spot»)) | Hitchhiker                  | 3:50     |  |
| 11.                         | «Vitamin» ((en hangul, 비타민; romanización revisada, Bitamin))                                                  | MonoTree                    | 3:10     |  |
| 12.                         | «Mr. Taxi» (Korean Version)                                                                                      | STY (Digz Inc.)             | 3:32     |  |
| 13.                         | «The Boys» (English Version)                                                                                     | Teddy Riley                 | 3:47     |  |
| 46:02                       | |                             |          |  |

| The Boys – International edition | |                             |          |  |
| N.º                              | Título | Arrangement                 | Duración |  |
| 1.                               | «The Boys» (English Version)                                                                                     | Teddy Riley                 | 3:48     |  |
| 2.                               | «Telepathy» ((en hangul, 텔레파시; romanización revisada, Tellepasi))                                            | Hitchhiker                  | 3:45     |  |
| 3.                               | «Say Yes» | Young-hu Kim                | 3:46     |  |
| 4.                               | «Trick» | The Kennel                  | 3:15     |  |
| 5.                               | «How Great Is Your Love» ((en hangul, 봄날; romanización revisada, Bomnal; literalmente, «Springtime»))          | Taesung Kim (Iconic Sounds) | 3:54     |  |
| 6.                               | «My J» | ko                          | 3:53     |  |
| 7.                               | «Oscar» | Kenzie                      | 3:23     |  |
| 8.                               | «Top Secret» | Mathias Peter Venge         | 2:59     |  |
| 9.                               | «Lazy Girl (Dolce Far Niente)»                                                                                   | ko                          | 3:05     |  |
| 10.                              | «Sunflower» ((en hangul, 제자리걸음; romanización revisada, Jejarigeoleum; literalmente, «Walking on the spot»)) | Hitchhiker                  | 3:50     |  |
| 11.                              | «Vitamin» ((en hangul, 비타민; romanización revisada, Bitamin))                                                  | MonoTree                    | 3:10     |  |
| 12.                              | «Mr. Taxi» (Korean Version)                                                                                      | STY (Digz Inc.)             | 3:32     |  |
| 13.                              | «The Boys» | Teddy Riley                 | 3:48     |  |
| 14.                              | «The Boys (Clinton Sparks & Disco Fries Remix)» (featuring Snoop Dogg)                                           | Clinton Sparks              | 4:16     |  |
| 15.                              | «The Boys *Bring Dem Boys*» (featuring Suzi)                                                                     | Teddy Riley                 | 3:36     |  |
| 16.                              | «The Boys *Bring The Boys Out*» (David Anthony Remix)                                                            | David Anthony Eames         | 4:24     |  |
| 17.                              | «The Boys *Bring The Boys*» (Teddy Riley Remix)                                                                  | Teddy Riley                 | 4:01     |  |
| 62:10                            | |                             |          |  |

| Mr. Taxi – The Boys Version B | |                             |          |  |
| N.º                           | Título | Arrangement                 | Duración |  |
| 1.                            | «Mr. Taxi» (Korean Version)                                                                                      | STY (Digz Inc.)             | 3:32     |  |
| 2.                            | «The Boys» | Teddy Riley                 | 3:48     |  |
| 3.                            | «Telepathy» ((en hangul, 텔레파시; romanización revisada, Tellepasi))                                            | Hitchhiker                  | 3:45     |  |
| 4.                            | «Say Yes» | Young-hu Kim                | 3:46     |  |
| 5.                            | «Trick» | The Kennel                  | 3:15     |  |
| 6.                            | «How Great Is Your Love» ((en hangul, 봄날; romanización revisada, Bomnal; literalmente, «Springtime»))          | Taesung Kim (Iconic Sounds) | 3:54     |  |
| 7.                            | «My J» | ko                          | 3:53     |  |
| 8.                            | «Oscar» | Kenzie                      | 3:23     |  |
| 9.                            | «Top Secret» | Mathias Peter Venge         | 2:59     |  |
| 10.                           | «Lazy Girl (Dolce Far Niente)»                                                                                   | ko                          | 3:05     |  |
| 11.                           | «Sunflower» ((en hangul, 제자리걸음; romanización revisada, Jejarigeoleum; literalmente, «Walking on the spot»)) | Hitchhiker                  | 3:50     |  |
| 12.                           | «Vitamin» ((en hangul, 비타민; romanización revisada, Bitamin))                                                  | MonoTree                    | 3:10     |  |
| 13.                           | «The Boys» (English Version)                                                                                     | Teddy Riley                 | 3:47     |  |
| 46:02                         | |                             |          |  |

## Personal
Los créditos de The Boys son una adaptación de AllMusic.
- David Anthony - Remezcla
- Boo Min Kim - Compositor
- Byung Seok Kim - Bajo
- Byung-Ok Seo - Maquillaje
- Chan Yong Eom - Ingeniero, Ingeniero de Cuerdas
- Hanna Cho - Repertorio
- Jane Choi - Marketing, Promotor
- Disco Fries - Remezcla
- Eui Seok Jung - Ingeniero
- Eun-a Kim - Publicidad, Relaciones Públicas
- Eun-Jeong Kwak - Ingeniero
- Eun-Kyeng Jung - Ingeniero
- Lola Fair - Voz (Fondo)
- Gang-Mi Kim - Maquillaje
- Richard Garcia - Arreglista, Compositor
- Gi-Hyun Kim - Publicidad, Relaciones Públicas
- Girls' Generation - Artista principal, voz (fondo)
- Hae Young Jung - Compositor
- Hae-Young Lee - Coordinadora de derechos de autor, publicación
- Nikki Semin Han - Supervisor
- Martin Hansen - Arreglista, Compositor
- Hee-Jun Yoon - Desarrollo artístico
- Ho-Jin Kim - Gestión, Promotor
- Hoon Jeon - Masterización
- Greg Hwang - Coreógrafo, Dirección
- Hye-Young Eom - Dirección
- Hyoyeon - Miembro del grupo
- Hyun Hwang - Arreglista, Compositor, Director
- Hyun-Jung Ryu - Maquillaje
- Neil Jacobson - A&R
- Jae Myoung Lee - Director Vocal
- Gabriella Jelena Jangfeldt - Arreglista, Compositora
- Kyle Chang-Hwan Jeong - Director
- Jeung-Ah Lee - Desarrollo artístico
- Ji-Hong Kim - Gestión, Promotor
- Ji-Young Choi - Peluquería
- Ji-Young Lee - Maquillaje
- Ji-Yu Hong - Compositor
- John Hyun-Kyu Lee - Supervisión de inglés
- Jong-Pil Gu - Ingeniero, Mezcla
- Jung Bae Kim - Compositor
- Jung-Ah Kang - Management, Promoter
- Jam3s K3nn3dy - Producción Adicional
- Ji Hyun Kim - Voz (Fondo)
- John Kim - Gestión (EE. UU.), Marketing
- Tae Woo Kim - Fotografía
- Yongdeok Kim - Gestión, Promotor
- Young-Hu Kim - Arreglista, Compositor, Director, Ingeniero
- Young-Min Kim - Supervisión ejecutiva
- Kwang Wook Lim - Arreglista
- Chris Sung-Su Lee - A&R, Coordinación, Dirección
- Jinny Lee - Marketing, Promotor
- Ji-Sun Lee - Publicidad, Relaciones Públicas
- Nile Lee - Director, Arreglos de cuerda
- Seongho Lee - Ingeniero, Mezclas
- Soo-Man Lee - Productor
- Sung Ho Lee - Marketing, Promotor
- Lin Kang - Marketing, Promotor
- Sarah Lundback - Arreglista, Compositora
- Scott Pearson Mann - Arreglista, Compositor
- Tony Maserati - Mezcla
- Sam McCarthy - Arreglista, Compositor
- Hee Jin Min - Dirección artística, Diseño, Dirección visual
- Mina Jungmin Choi - Marketing, Promotor
- Min-Kyong Kim - Coordinador de derechos de autor, edición
- Mirae Seo - Voz (Fondo)
- Jean T. Na - Compositor
- Rino Nakasone - Coreógrafo
- So Young Nam - Director General
- Jin Namkoong - Ingeniero, Mezcla
- Hun-Young Park - Dirección Visual
- Hye Jin Park - Repertorio
- Jun-Young Park - Director de vídeo
- Paolo Prudencio - Arreglista, Compositor
- Teddy Riley - Arreglista, Compositor, Director, Ingeniero, Mezcla, Remezcla, Voces (Fondo)
- Adros Rodriguez - Mezcla
- Chad Royce - Arreglista, Compositor
- Sang-Hee Jung - Publicidad, Relaciones Públicas
- Lucas Secon - Compositor
- Seohyun - Miembro del grupo
- Seong Je Hwang - Arreglista, Compositor, Director, Ingeniero
- Jae Shim - Coreógrafo, Dirección
- Agnes Shin - Voz (Fondo)
- Mikkel Remee Sigvardt - Compositor
- Snoop Dogg - Artista principal
- Soo Wan Jung - Guitarra
- Soo-Koung Suh - Estilista
- Soonsoo-a-Reum Kim - Estilista
- Soonsoo-Kyoung-Mee Shin - Diseño de Chaqueta, Maquillaje
- Clinton Sparks - Remezcla
- Sung Gun Oh - Ingeniero, Ingeniero de Cuerdas
- Sung-Woo Choi - Gestión, Promotor
- Tae Yoon Kim - Compositor
- Taeyeon - Miembro del grupo
- Tesung Kim - Arreglista, Compositor, Director, Ingeniero
- Thomas Troelsen - Compositor
- Sharon Vaughn - Arreglista, Compositora
- Allison Veltz - Arreglista, Compositora
- Mathias Peter Venge - Arreglista, Compositor
- Peter Lars Wennerberg - Arreglista, Compositor
- Yong Shin Kim - Arreglista, Director, Piano, Arreglos de cuerda
- Janie Yoo - A&R, Coordinación, Dirección
- Yoo Young-jin - Compositor, Director, Ingeniero, Mezcla, Voces (Fondo)
- Yoo-Da Soonsoo-Heewon - Estilista
- Young Hyun Kim - Director, Guitarra, Arreglos de Cuerda, Supervisor, Edición Vocal
- Young Shin Kim - Director
- Young Son - Director de Video
- Soo Young - Compositor
- Young-En Kweon - Hair Stylist
- Young-Jun Tak - Coreógrafo, Director
- Yung Strings - Cuerdas
- Yun-Kyoung Cho - Compositor

## Charts

### Weekly charts
| Chart (2011–12)                                  | Peak position |
| ------------------------------------------------ | ------------- |
| Francia (SNEP)                                   | 130           |
| Japón (Oricon)                                   | 2             |
| Corea del Sur (Gaon)                             | 1             |
| España (PROMUSICAE)                              | 64            |
| Taiwán (G-Music)                                 | 3             |
| Estados Unidos World Albums (Billboard)          | 2             |
| Estados Unidos US Heatseekers Albums (Billboard) | 17            |

### Year-end charts
| Chart (2011)         | Position |
| -------------------- | -------- |
| Japón (Oricon)       | 95       |
| Corea del Sur (Gaon) | 1        |

| Chart (2012)         | Position |
| -------------------- | -------- |
| Corea del Sur (Gaon) | 33       |

## Historial de Lanzamiento
| Región         | Fecha                   | Edición             | Formatos            | Distribuidor                    | Ref.   |
| -------------- | ----------------------- | ------------------- | ------------------- | ------------------------------- | ------ |
| Corea del Sur  | 19 de octubre de 2011   | Standard            | CD descarga digital | S.M. Entertainment KMP Holdings | [ 28 ] |
| Hong Kong      | 26 de octubre de 2011   | Standard            | CD                  | Universal Music Hong Kong       | [ 29 ] |
| Japón          | 11 de mayo de 2011      | Standard            | CD                  | Universal Music Japan           | [ 30 ] |
| Australia      | 11 de noviembre de 2011 | Standard            | Descarga digital    | Universal Music Australia       | [ 31 ] |
| Taiwan         | 18 de noviembre de 2011 | Standard            | CD                  | Universal Music Taiwan          | [ 32 ] |
| South Korea    | 9 de diciembre de 2011  | Version B: Mr. Taxi | CD                  | S.M. Entertainment              | [ 33 ] |
| Taiwan         | 13 de enero de 2012     | Version B: Mr. Taxi | CD                  | Universal Music Taiwan          | [ 34 ] |
| Estados Unidos | 17 de enero de 2012     | International       | CD                  | Interscope Records              | [ 35 ] |